# Tobias Mehler

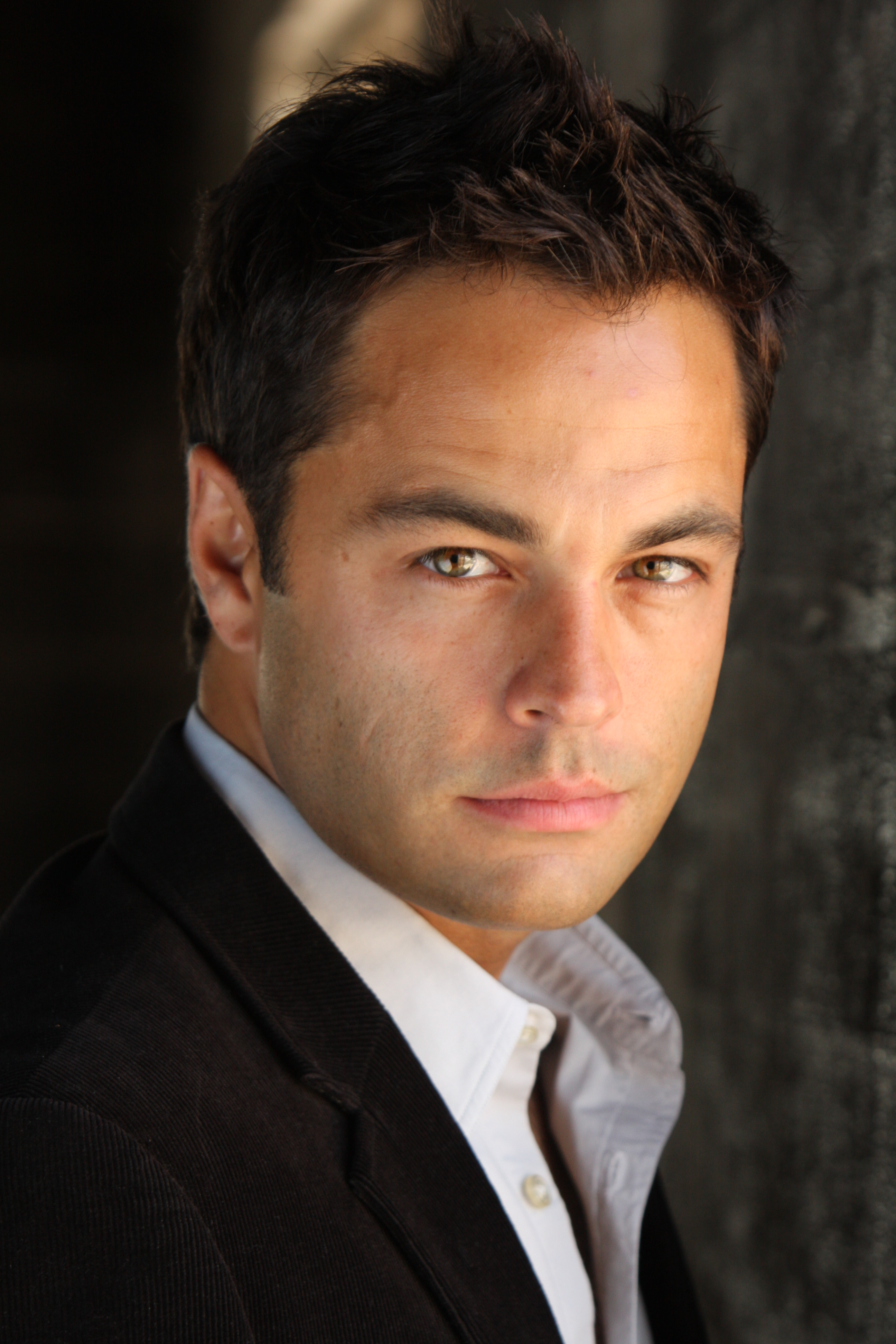
Tobias Mehler, 2008

Tobias David Mehler (* 1. April 1976 in Yellowknife, Kanada) ist ein kanadischer Schauspieler.

## Karriere
Mehler zog 1994 nach Vancouver, um dort in der kanadischen Filmindustrie seine professionelle Schauspiellaufbahn zu beginnen fortzusetzen. Später war er neben kanadischen auch in amerikanischen Film- und Fernsehproduktionen zu sehen. 1996 war er in der Rolle des Harvey in dem Fernsehfilm Sabrina und die Zauberhexen zu sehen, der zur Grundlage der Serie Sabrina – Total Verhext! wurde. In dieser verkörperte allerdings Nate Richert statt Mehler die Rolle des Harvey.
In der kurzlebigen Serie Young Blades hatte Mehler 2005 eine Hauptrolle, bei den Science-Fiction-Serien Stargate – Kommando SG-1 und Battlestar Galactica wiederkehrende Nebenrollen. 2006 spielte er in dem Weihnachts-Fernsehfilm Alles was du dir zu Weihnachten wünschst, im darauffolgenden Jahr kam es zu einem Auftritt an der Seite von Charlize Theron in Battle in Seattle. In den 2010er-Jahren ließen die Rollenangebote für den Schauspieler nach, seine bislang letzte Rolle hatte er 2014 in der Serie Red Sleep (Stand Mai 2025).

## Filmografie

### Filme
- 1995: Kaltes Feuer (Frostfire, Fernsehfilm)
- 1996: Todesdiät – Der Preis der Schönheit (When Friendship Kills, Fernsehfilm)
- 1996: Sabrina und die Zauberhexen (Sabrina the Teenage Witch, Fernsehfilm)
- 1996: Bordello of Blood
- 1997: Verliebt in einen jüngeren Mann (Love in Another Town, Fernsehfilm)
- 1998: Marys Schweigen (Silencing Mary, Fernsehfilm)
- 1998: Dich kriegen wir auch noch! (Disturbing Behavior)
- 1998: The Inspectors – Der Tod kommt mit der Post (The Inspectors, Fernsehfilm)
- 1998: Killer App (Fernsehfilm)
- 1999: Monster! (Fernsehfilm)
- 2001: White Inferno – Snowboarder am Abgrund (Avalanche Alley, Fernsehfilm)
- 2001: Wishmaster 3 – Der Höllenstein (Wishmaster 3: Beyond the Gates of Hell)
- 2002: Carrie (Fernsehfilm)
- 2005: Stranger In My Bed (Fernsehfilm)
- 2006: Der Teufelspakt (Canes)
- 2006: Santa Baby (Fernsehfilm)
- 2006: Alles was du dir zu Weihnachten wünschst (All She Wants for Christmas, Fernsehfilm)
- 2007: Sexy, clever und über 40 (Write & Wrong, Fernsehfilm)
- 2007: Battle in Seattle
- 2009: Mistress

### Serien
- 1996: Poltergeist – Die unheimliche Macht (Poltergeist: The Legacy, Folge 1x09)
- 1997: Viper (Folge 2x13)
- 1997, 1998: Outer Limits – Die unbekannte Dimension (The Outer Limits, 2 Folgen)
- 1998: Millennium – Fürchte deinen Nächsten wie Dich selbst (Millennium, Folge 2x12)
- 1998, 1999: First Wave – Die Prophezeiung (First Wave, 2 Folgen)
- 1998–2002: Stargate – Kommando SG-1 (Stargate SG-1, 5 Folgen)
- 2002: Taken (Miniserie)
- 2002: Jeremiah – Krieger des Donners (Jeremiah, Folge 1x09)
- 2004–2009: Battlestar Galactica (3 Folgen)
- 2005: Young Blades (13 Folgen)
- 2005–2007: Robson Arms (8 Folgen)
- 2011: The Icarus II Project (3 Folgen)
- 2014: Red Sleep (Folge 1x01)